# Nigakute amai
Pour plus de détails, voir Fiche technique et Distribution.
Nigakute amai (にがくてあまい) est un film japonais réalisé par Shōgo Kusano, sorti en 2016.

## Synopsis
Maki Eda travaille pour une agence de publicité. Elle est célibataire, n'est pas très douée en cuisine et aime manger de la malbouffe. Un jour, elle rencontre Nagisa Katayama, qui est professeur d'art et végétarien. Contrairement à Maki, Nagisa cuisine très bien. Ils commencent à vivre ensemble. Maki se rend compte qu'elle est amoureuse de Nagisa, mais celui-ci est homosexuel.

## Fiche technique
- Titre : Nigakute amai
- Titre original : にがくてあまい
- Réalisation : Shōgo Kusano
- Scénario : Tomohiro Ōtoshi et Makoto Ueda d'après le webmanga de Yumio Kobayashi[1].
- Photographie : Takashi Komatsu
- Montage : Naoichirō Sagara
- Production : Atsushi Moriyama, Yūichi Shibahara, Masahiko Shibuya, Yasushi Udagawa et Yoshihisa Yamashita
- Pays :  Japon
- Genre : Comédie romantique
- Durée : 96 minutes
- Dates de sortie : 
  - Japon : 10 septembre 2016

## Distribution
- Haruna Kawaguchi : Maki Eda
- Kento Hayashi : Nagisa Katayama
- Yasushi Fuchikami : Arata Tachibana
- Hiyori Sakurada : Minami Aoi
- Mako Ishino : Misao Eda
- Mackenyu : Atsushi Babazono
- Hideo Nakano : Yutaka Eda
- SU : maître Yat san

## Accueil
Edmund Lee pour le South China Morning Post a donné au film la note de 3/5.